# Stora sovjetencyklopedin
Stora sovjetencyklopedin (ryska: Большая советская энциклопедия, eller БСЭ; transkriberat Bolsjaja sovetskaja entsiklopedija) är en av de största och mest moderna encyklopedierna på ryska, de gavs ut av Sovjetunionen mellan 1926 och 1990. Den första upplagan med 65 band utgavs 1926–1947; den andra upplagan med 50 band utgavs 1950–1958; den tredje upplagan utkom 1969–1978 och hade 30 band.
Uppslagsverket fick en uppföljare 2002 när Vladimir Putin gav uppdraget att ge ut en ny upplaga. Den nya upplagan har uppdaterats och den mesta propagandan har tagits bort. Inför utgivningen 2004 bytte den namn till Stora ryska encyklopedin.